# Cơ quan Y tế Châu Âu
Cơ quan Y tế Châu Âu (European Medicines Agency, EMA) là một cơ quan của Liên minh Châu Âu (EU) phụ trách việc đánh giá và giám sát các sản phẩm thuốc. Trước năm 2004, nó được gọi là Cơ quan Đánh giá Dược phẩm Châu Âu hoặc Cơ quan Đánh giá Thuốc Châu Âu (EMEA).
EMA được thành lập vào năm 1995, với sự tài trợ của Liên minh châu Âu và ngành công nghiệp dược phẩm, cũng như trợ cấp gián tiếp từ các quốc gia thành viên, ý định của nó là nhằm hài hòa (nhưng không thay thế) công việc của các cơ quan quản lý y tế quốc gia hiện có. Người ta hy vọng rằng kế hoạch này sẽ không chỉ giảm 350 triệu euro chi phí hàng năm cho các công ty dược phẩm do phải giành được sự chấp thuận riêng biệt từ mỗi quốc gia thành viên mà còn có thể loại bỏ xu hướng bảo hộ của các quốc gia có chủ quyền không muốn phê duyệt các loại thuốc mới có thể cạnh tranh với những thuốc đã được sản xuất bởi các công ty thuốc trong nước.
EMA được thành lập sau hơn bảy năm đàm phán giữa các chính phủ EU và thay thế Ủy ban về các sản phẩm dược phẩm độc quyền và Ủy ban về các sản phẩm thuốc thú y, mặc dù cả hai đều được tái sinh thành ủy ban cố vấn khoa học cốt lõi. Cơ quan này được đặt tại London trước cuộc bỏ phiếu của Vương quốc Anh về việc rút khỏi Liên minh Châu Âu, sau đó chuyển đến Amsterdam vào tháng 3 năm 2019.

## Hoạt động
EMA hoạt động như một cơ quan khoa học phi tập trung (trái ngược với cơ quan quản lý) của Liên minh Châu Âu và trách nhiệm chính của nó là bảo vệ và thúc đẩy sức khỏe cộng đồng và động vật, thông qua việc đánh giá và giám sát các loại thuốc dùng cho người và thú y. Cụ thể hơn, nó điều phối việc đánh giá và giám sát các sản phẩm được ủy quyền trung ương và giới thiệu quốc gia, phát triển hướng dẫn kỹ thuật và cung cấp lời khuyên khoa học cho các nhà tài trợ. Phạm vi hoạt động của nó là các sản phẩm thuốc dùng cho người và thú y bao gồm sinh học và các liệu pháp tiên tiến, và các sản phẩm thuốc thảo dược.
Cơ quan này bao gồm Ban Thư ký (khoảng 600 nhân viên), một hội đồng quản lý, bảy ủy ban khoa học (con người, thuốc thú y và thảo dược, thuốc mồ côi, nhi khoa, liệu pháp tiên tiến và đánh giá rủi ro cảnh giác dược) và một số ban công tác khoa học. Ban Thư ký được tổ chức thành năm đơn vị: Ban Giám đốc, Phát triển và Đánh giá Thuốc cho Người, Bảo vệ Sức khỏe Bệnh nhân, Thuốc Thú y và Quản lý Dữ liệu Sản phẩm, Công nghệ Thông tin và Truyền thông và Quản lý. Ban quản lý cung cấp sự giám sát hành chính cho Cơ quan: bao gồm việc phê duyệt ngân sách và kế hoạch, và lựa chọn Giám đốc điều hành. Hội đồng bao gồm một đại diện của mỗi 27 Quốc gia Thành viên, hai đại diện của Ủy ban Châu Âu, hai đại diện của Nghị viện Châu Âu, hai đại diện của các tổ chức của bệnh nhân, một đại diện của các tổ chức bác sĩ và một đại diện của các tổ chức bác sĩ thú y. Cơ quan phân quyền đánh giá khoa học về thuốc bằng cách làm việc thông qua mạng lưới khoảng 4500 chuyên gia trên khắp EU. EMA dựa trên nguồn lực của hơn 40 Cơ quan có thẩm quyền quốc gia (NCA) của các quốc gia Thành viên EU.

### Các ủy ban

#### Sản phẩm thuốc dùng cho người
Một đánh giá duy nhất được thực hiện thông qua Ủy ban về các sản phẩm thuốc dùng cho người (CHMP). Nếu Ủy ban kết luận rằng chất lượng, an toàn và hiệu quả của sản phẩm thuốc đã được chứng minh đầy đủ, thì Ủy ban sẽ thông qua một ý kiến tích cực. Giấy phép này được gửi tới Ủy ban Châu Âu để được chuyển thành giấy phép tiếp thị có giá trị cho toàn EU. Một loại phê duyệt đặc biệt là giấy phép tiếp thị sử dụng cho trẻ em (PUMA), có thể được cấp cho các sản phẩm y tế dành riêng cho trẻ em.
Theo quy định, CHMP có nghĩa vụ đưa ra quyết định trong vòng 210 ngày, mặc dù đồng hồ sẽ dừng nếu ủy ban này yêu cầu người nộp đơn làm rõ hoặc bổ sung thêm dữ liệu.

#### Sản phẩm thuốc thú y
Ủy ban Sản phẩm Thuốc dùng cho Thú y (CVMP) hoạt động tương tự như CHMP như được mô tả ở trên.

#### Sản phẩm thuốc mồ côi
Ủy ban về các sản phẩm thuốc mồ côi (COMP) quản lý việc cấp trạng thái thuốc mồ côi kể từ năm 2000. Các công ty có ý định phát triển các sản phẩm thuốc để chẩn đoán, phòng ngừa hoặc điều trị các tình trạng nguy hiểm đến tính mạng hoặc rất nghiêm trọng ảnh hưởng đến không quá 5 trong số 10.000 người ở Liên minh Châu Âu có thể đăng ký 'chỉ định sản phẩm thuốc mồ côi'. COMP đánh giá đơn đăng ký và đưa ra đề xuất cho sự chỉ định mà sau đó được Ủy ban Châu Âu cấp.

#### Sản phẩm thuốc thảo dược
Ủy ban về các sản phẩm thuốc thảo dược (HMPC) hỗ trợ việc hài hòa hóa các thủ tục và điều khoản liên quan đến các sản phẩm thuốc thảo dược được áp dụng tại các Quốc gia Thành viên EU, và tích hợp hơn nữa các sản phẩm dược liệu thảo mộc trong khuôn khổ pháp lý của Châu Âu kể từ năm 2004.

#### Nhi khoa
Ủy ban Nhi khoa (PDCO) giải quyết việc thực hiện luật nhi khoa trong Quy định Châu Âu (EC) số 1901/2006 kể từ năm 2007. Theo luật này, tất cả các đơn xin cấp phép lưu hành các sản phẩm thuốc mới, hoặc các biến thể đối với các giấy phép hiện có, phải bao gồm dữ liệu từ các nghiên cứu nhi khoa đã được thỏa thuận trước với PDCO, hoặc xin PDCO từ bỏ hoặc hoãn các nghiên cứu này.

#### Các liệu pháp nâng cao
Ủy ban về các liệu pháp nâng cao (CAT) được thành lập theo Quy định (EC) số 1394/2007 về các sản phẩm thuốc trị liệu tiên tiến (ATMP) như liệu pháp gen, liệu pháp tế bào soma và các sản phẩm điều chỉnh mô. Nó đánh giá chất lượng, độ an toàn và hiệu quả của các ATMP, và theo sát các phát triển khoa học trong lĩnh vực này.

#### Đánh giá rủi ro cảnh giác dược
Ủy ban thứ bảy, Ủy ban Đánh giá Rủi ro Cảnh giác Dược (PRAC) đã đi vào hoạt động vào năm 2012 với việc thực hiện luật cảnh giác dược mới của Liên minh Châu Âu (Chỉ thị 2010/84 / EU).